# L'Arme absolue (nouvelle)
Pour les articles homonymes, voir L'Arme absolue.
Cet article concerne nouvelle de Robert Sheckley. Pour la nouvelle de Fredric Brown, voir L'Arme (nouvelle).
L'Arme absolue (The Last Weapon) est une nouvelle de science-fiction écrite par Robert Sheckley, publiée en février 1953 dans Star Science Fiction Stories.

## Publications

### Publications aux États-Unis
La nouvelle a été publiée pour la première fois aux États-Unis en février 1953 dans Star Science Fiction Stories, anthologie composée par Frederik Pohl et publiée par Ballantine Books.
Elle a ensuite été publiée dans diverses anthologies ou divers recueils, notamment dans The Collected Short Fiction of Robert Sheckley (plusieurs éditions).

### Publications en France
La nouvelle a été publiée en France :
- dans la revue Galaxie, 1re série, no 59, octobre 1958 ;
- dans l'anthologie Le Prix du danger, 1983 ;
- dans l'anthologie Douces Illusions (p. 103 à 114), parue en 1978 (le recueil a fait l'objet d'une réédition en 1987).

### Publications dans d'autres pays
La nouvelle a aussi été éditée :
- en italien sous le titre Le armi di Marte (1967),
- en allemand sous le titre Die letzte Waffe (1969),
- en russe sous le titre Абсолютное оружие (1992).

## Résumé
Edsel, Parke et Faxon sont trois hommes qui ont découvert une carte permettant de trouver la cachette, sur Mars, d'armes martiennes. Mais les hommes sont en conflit entre eux : le magot représente une valeur inestimable et ils ne sont pas d'accord entre eux sur son utilisation. 
Une fois l'entrée de la caverne découverte et les armes mises à jour, les trois hommes se disputent. Ils commencent à faire l'inventaire des armes extraterrestres. Edsel tue Faxon, puis Parke tue Edsel. Parke se retrouve seul avec toutes ces armes et décide de mettre en marche ce que les Martiens appelaient « l'Arme absolue » ou « l'Arme ultime ». 
Il s'agit en fait d'une Créature qui engloutit tout ce qu'elle rencontre, métal ou chair vivante. Elle dévore Parke, et se met à la recherche d'une planète des environs où elle pourra trouver encore plus à manger…